# Robert Hass
Robert Hass es un poeta estadounidense nacido el 1 de marzo de 1941, ganador del Premio Pulitzer de Poesía. Fue Poeta laureado de Estados Unidos de 1995 a 1997. 
Nacido en San Francisco, California, Hass es un poeta muy conocido en Estados Unidos tanto por la temática de sus obras como por la actitud que prevalece en sus poemarios. El alcoholismo de su madre es uno de los temas más relevantes de su poemario de 1996 Sun Under Wood. Durante la década de 1950 se aproximó a las figuras de Gary Snyder y Allen Ginsberg, hecho que motivó su cercanía en presupuestos a la poética beatnik. Tras licenciarse por la Escuela Católica de Marina, en 1958 comenzó a interesarse por el orientalismo y a prestar, en consecuencia, atención a manifestaciones literarias como el haiku.
En la actualidad Hass está casado con la poetisa y activista contra la guerra Brenda Hillman, docente del Saint Mary's College of California.

## Trayectoria académica
Robert Hass es graduado por Saint Mary's College of California, California, 1963, y obtuvo su MA y doctorado en lengua inglesa en Stanford University en los años 1965 y 1971, respectivamente. En la Universidad Stanford estudió con el poeta y crítico Yvor Winters, cuyas ideas más tarde influyeron en su escritura y pensamiento. En la misma universidad tuvo como compañeros a los poetas Robert Pinsky, John Matthias, y James McMichael. Hass enseñó literatura y escritura creativa en la Universidad de Búfalo en 1967. De 1971 a 1989, enseñó en Saint Mary's College, y más tarde se trasladó a la Universidad de California, Berkeley. Ha sido profesor visitante en el famoso taller de escritura creativa de la Universidad de Iowa en varias ocasiones. 
En los años 1995-1997, los años en que Hass fue Poeta Laureado (Poeta Laureado Consultor en Poesía a la Biblioteca del Congreso), se convirtió en un conocido defensor de la alfabetización, la poesía, y la conciencia ecológica. Atravesó su país impartiendo la docencia en lugares tan diversos como conferencias de altos directivos y de grupos cívicos, o como él ha dicho, "los lugares a los que los poetas no van." Desde que se definió a sí mismo como "agente de la ciudadanía", ha escrito una columna semanal sobre poesía en el diario Washington Post .En estos momentos ostenta el cargo de canciller de la Academia Americana de Poetas, es uno de los administradores del Premio de Poesía Griffin, y centra sus esfuerzos en campañas en defensa de la alfabetización y el medio ambiente. 
Robert Hass ha dicho que admira al poeta de la generación Beat Lew Welch en su poema "Raid Kills Bugs Dead". En la opinión de Hass, los cinco poetas más importantes de los últimos 50 años son el chileno Pablo Neruda, el peruano César Vallejo, y los poetas polacos Zbigniew Herbert (Nobel), Wisława Szymborska, y el también Nobel Czesław Miłosz. 
Mientras estuvo en Berkeley, Hass desarrolló la traducción de la poesía de su compañero y vecino Czesław Miłosz como parte de un proyecto en colaboración con Robert Pinsky y el propio Miłosz. En 1999 Hass apareció en Wildflowers, el debut como directora de cine de Melissa Painter. En la película, Hass interpreta el papel de un poeta que sufre una enfermedad crónica desconocida. Extractos de su poesía se incluyen en el guion, revisado por Hass y la actriz Darryl Hannah.

## Obras publicadas

### Poesía
- Field Guide, Robert Hass, New Haven: Yale University Press, 1973, ISBN 0-300-01650-6
- Praise, Robert Hass, Nueva York: Ecco Press, 1979, ISBN 0-912946-61-X
- Human Wishes, Robert Hass, Nueva York: Ecco Press, 1989, ISBN 0-88001-211-0
- Sun Under Wood: new poems, Robert Hass, Hopewell, NJ: Ecco Press, 1996, ISBN 0-88001-468-7
- Time and Materials: Poems 1997-2005, Robert Hass, Ecco Press, 2007, ISBN 0-06-134960-7
- Now and Then: The Poet's Choice Columns, 1997-2000, Robert Hass, Shoemaker & Hoard, 2007, ISBN 1-59376-146-5

### Estudios críticos y colecciones de artículos
- "James Wright", Robert Hass, in The Pure Clear Word: Essays on the poetry of James Wright, Dave Smith (editor), Urbana: University of Illinois Press, 1982, ISBN 0-252-00876-6
- Twentieth Century Pleasures: prose on poetry, Robert Hass, Nueva York: Ecco Press, 1984, ISBN 0-88001-045-2
- "Edward Taylor: What was he up to?", Robert Hass, en Green Thoughts, Green Shades: Essays by contemporary poets on the early modern lyric, Jonathan F. S. Post (editor), Berkeley: University of California Press, 2002, ISBN 0-520-21455-2

### Traducciones
- The Separate Notebooks, Czesław Miłosz (traducido por Robert Hass y Robert Pinsky con el autor y Renata Gorczynski), Nueva York: Ecco Press, 1984, ISBN 0-88001-031-2
- Unattainable Earth, Czesław Miłosz (traducido por el autor y Robert Hass), Nueva York: Ecco Press, 1986, ISBN 0-88001-098-3
- Provinces, Czesław Miłosz (traducido por el autor y Robert Hass), Hopewell, NJ: Ecco Press, 1991, ISBN 0-88001-321-4
- The Essential Haiku: Versions of Basho, Buson Yosano, Issa Kobayashi (editado y versificado por Robert Hass), Hopewell, NJ: Ecco Press, 1994, ISBN 0-88001-372-9
- Facing the River: new poems, Czesław Miłosz (traducido por el autor y Robert Hass), Hopewell, NJ: Ecco Press, 1995, ISBN 0-88001-404-0
- Road-Side Dog, Czesław Miłosz (traducido por el autor y Robert Hass), Nueva York: Farrar, Straus and Giroux, 1998, ISBN 0-374-25129-0
- Treatise on Poetry, Czesław Miłosz (traducido por el autor y Robert Hass), Nueva York: Ecco Press, 2001, ISBN 0-06-018524-4
- Second Space: new poems, Czesław Miłosz (traducido por el autor y Robert Hass), Nueva York: Ecco Press, 2004, ISBN 0-06-074566-5

## Premios
- Yale Series of Younger Poets Award en 1972, por Field Guide
- William Carlos Williams Award en 1979, por Praise
- National Book Critics Circle Award en 1984 por Twentieth Century Pleasures
- National Book Critics Circle Award en 1996 por Sun Under Wood
- National Book Award en 2007 por Time and Materials
- Premio Pulitzer de Poesía en 2008 por Time and Materials, junto con Philip Schultz por Failure.

## Traducciones al español
- "La diferencia entre Pepsi y Coca Cola" por Julio Mas Alcaraz.Ediciones Vitruvio, Madrid, 2007.
- "Tiempo y materiales" por Jaime Priede. Bartleby editores, Madrid, 2008.
- "El sol tras el bosque" por Andrés Catalán. Editorial Trea, Gijón, 2014.
- "Una historia del cuerpo" (selección y traducción de Andrés Catalán), Kriller71, 2017.